# Timocle
Timocle (in greco antico: Τιμοκλῆς?, Timoklês; Atene, ... – ...; fl. IV secolo a.C.) è stato un commediografo ateniese, attivo nel IV secolo a.C. ed esponente della commedia di mezzo.

## Biografia
Le notizie su Timocle sono piuttosto scarse. In base ai frammenti delle sue opere e ai personaggi che vi compaiono, è stato possibile collocare la sua attività tra il 345 ed il 317 a.C. o, secondo altri studiosi, tra il 342 ed il 310 a.C. Si sa inoltre che conquistò il primo posto in un'edizione delle Lenee tra il 330 ed il 320 a.C.
Il lessico Suida elenca due personaggi con questo nome, entrambi autori di opere teatrali. Alcuni studiosi moderni hanno ipotizzato che si trattasse effettivamente di due autori distinti, uno poeta comico e l'altro tragico, in particolare basandosi su un'iscrizione che riporta un certo Timocle come vincitore delle Grandi Dionisie del 340 a.C. con il dramma satiresco Licurgo. Secondo altri studiosi le due voci della Suida si riferirebbero invece ad un unico autore, che scrisse commedie, tragedie e drammi satireschi: a sostegno di quest'ipotesi pongono soprattutto i frammenti dell'opera Ikarioi ("Gli abitanti di Icario"), una commedia che ritengono distinta dall'opera Ikarioi Satyroi, dramma satiresco; tuttavia, l'opinione attualmente prevalente è che si tratti di un unico autore che scrisse solo commedie.

## Opere
In base ai frammenti ed ai titoli delle commedie rimasti, Timocle appare come un comico più vicino alla commedia antica piuttosto che alla commedia di mezzo: fu infatti uno dei pochi comici del IV secolo che derise frequentemente gli ateniesi suoi contemporanei, soprattutto politici. In 33 dei 43 frammenti superstiti compaiono nomi di personaggi suoi contemporanei: ad esempio Demostene, citato in riferimento allo scandalo di Arpalo; Iperide, deriso per la golosità e accusato di corruzione; Telemaco, un oratore che compare in scena con un vaso di fagioli probabilmente perché fece incoronare un cipriota che aveva inviato cereali ad Atene durante la carestia del 330-327; Aristomede, figlio di Aristofonte di Azenia, menzionato come ladro; Ctesippo, figlio di Cabria, ricordato per la sua effeminatezza. Negli altri poeti della commedia di mezzo, invece, i riferimenti a personaggi contemporanei sono scarsi e la scena è occupata principalmente da etère e parassiti. Esistono comunque alcuni tratti in comune con gli altri poeti dello stesso periodo: le opere con tematica mitologica sono poche e di queste molte sembrano prendere il titolo dai personaggi mitologici che compaiono nel prologo; altre invece trasportano figure mitiche nella vita reale con finalità satiriche. Un altro tratto in comune con i poeti della commedia di mezzo è la tendenza a ridurre il ruolo del coro: tra il 420 ed il 350 a.C. le commedie con titoli al plurale, che fanno quindi pensare alla presenza del coro, diminuiscono sensibilmente, passando dalle 31 su un totale di 67 composte nel periodo 420-400 a.C. alle 15 su 108 composte nel periodo 400-350 a.C., a vantaggio delle opere in cui l'attenzione è concentrata sui singoli attori.
Delle opere di Timocle sono prevenuti 43 frammenti ed i seguenti titoli:
- Αἰγύπτιοι ("Aigyptioi"), Gli Egiziani
- Bαλανεῖον ("Balaneion"), Il bagno
- Γεωργός ("Georgos"), Il contadino[19]
- Δακτύλιος ("Daktylios"), L'anello
- Δῆλος ("Delos"), Delo - 323
- Δημοσάτυροι ("Demosatyroi"), I satiri del popolo - 321
- Διονυσιάζουσαι ("Dionysiazousai"), Le donne alle Dionisiache
- Διόνυσος ("Dionysos"), Dioniso - 330/329
- Δρακόντιον ("Drakontion")[20]
- Ἐπιστολαί ("Epistolai"), Le lettere - tra il 315 ed il 310

- Ἐπιχαιρέκακος ("Epichairekakos"), L'uomo maligno
- Ἥρωες ("Heroes"), Gli eroi - 340
- Ἰκάριοι ("Ikarioi"),[21] Gli abitanti di Icario - 330/329
- Καύνιοι ("Kaunioi"), I Cauniani[22] - 342
- Κένταυρος ("Kentauros"), Il centauro (o Dexamenos)
- Κονίσαλος ("Konisalos"), La nuvola di polvere
- Λήθη ("Lethe"), Lete - 330/329
- Μαραθώνιοι ("Marathonioi"), Gli abitanti di Maratona
- Νέαιρα ("Neaira"), Neaira[23] - tra il 342 ed il 330
- Ὀρέσταὐτοκλείδης ("Orestautokleides")[24] - tra il 320 ed il 315

- Πολυπράγμων ("Polypragmon"), Il ficcanaso - tra il 342 ed il 318
- Ποντικός ("Pontikos"), Pontico[25]
- Πορφύρα ("Porphyra"), Porpora[26]
- Πύκτης ("Pyktes"), Il pugile
- Σαπφώ ("Sappho"), Saffo - tra il 345 ed il 330
- Συνεργοί ("Synergoi"), I collaboratori
- Φιλοδικαστής ("Philodikastes"), Colui che ama essere giudice - tra il 317 ed il 307
- Ψευδοληισται ("Pseudoleistai"), Il finto ladro